# Der Wald rauscht
Der Wald rauscht (russisch Лес шумит, Les schumit) ist eine Erzählung des russischen Schriftstellers Wladimir Korolenko, die im Januarheft 1886 der Literaturzeitschrift Russkaja Mysl in Moskau erschien.

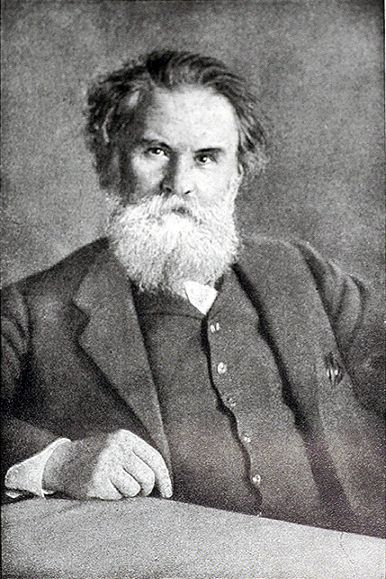
Wladimir Korolenko

## Inhalt
Arthur Luther fügt seiner Übersetzung in der verwendeten Ausgabe ein kleines Nachwort bei. Darin schreibt er, das Erzählte spiele sich in der wolhynischen Heimat des Dichters ab. Drei Menschen begehen in der Waldwildnis ein Verbrechen, obwohl sie eigentlich gar keine Verbrecher sind.
Ein alter Mann wohnt im Häuschen der jungen Waldhüter Sachar und Maxim. Die beiden jungen Leute sind Enkel des längst verblichenen Waldhüters Roman.
Der Ich-Erzähler kommt angeritten, übernachtet in der Hütte und lässt sich vom Großvater, wie er jenen Alten nennt, eine Geschichte aus dessen Kinderzeit erzählen: Nachdem dieser die Eltern verloren hatte, wurde er als kleiner Junge von ebenjenem Waldhüter Roman mit dem Einverständnis des Gutsherrn in ebenjener Hütte aufgezogen. Seitdem hatte der nun Alte sein ganzes Leben in der Waldeinsamkeit verbracht. Wenn Roman in den Wald gegangen war, dann hatte er den kleinen Jungen stets eingeschlossen, damit er nicht gefressen wurde.
Der Gutsherr – Pan genannt – gibt Roman die schmucke junge Oksana zur Frau. Der Pan hatte die Jungfrau geschwängert. Der Waldhüter Roman will sie nicht heiraten, wird aber so lange auf Geheiß des Pans verprügelt, bis er Ja sagt. Roman hatte eine Weile bis zum Ja standgehalten. Während der Züchtigung war der Kosak Opanas Schwidkij, der zu den Jägern im Gesinde des Pans gehört, heimgekommen. Der von Natur aus sehr freiheitsliebende Kosak war seinem Herrn zu Füßen gefallen und hatte ihn vergeblich um Gnade für Roman gebeten.
Oksanas Kind stirbt am Tag seiner Geburt. Der Pan sucht mit seinen Jägern Roman und Oksana in ihrer Hütte auf und wünscht dem jungen Paar Glück. Opanas befindet sich mit im Gefolge. Der Leser muss annehmen, Roman erfahre von Opanas, von wem Oksana geschwängert worden war, denn die beiden Männer schmieden ein Mordkomplott gegen ihren Pan. Arthur Luther hat also mit den drei Menschen oben Roman, Opanas und Oksana gemeint. Sie bringen ihren Herrn, den Pan, um. Zuvor schickt der Pan seine Jäger und Roman in den abendlichen Wald auf Jagd.
Als der Pan mit Oksana in der Hütte allein gewesen war, hatte er sich noch einmal an der jungen Frau vergangen. Der Kosak Opanas kann nicht verwinden, dass ihn der Pan wie einen Hund mit Füßen getreten hat. Jeder der drei Mörder hat also für die Tat einen guten Grund: Demütigung.

## Deutschsprachige Ausgaben
- Der Wald rauscht. In der Osternacht. Zwei Erzählungen. Übertragen von Michael Feofanoff. Insel-Bücherei Nr. 282, Insel-Verlag, Leipzig 1951. 48 Seiten
- Der Wald rauscht. Deutsch von Cornelius Bergmann. S. 5–35 in Wladimir Korolenko: Makars Traum und andere Erzählungen. Mit einem Nachwort von Herbert Krempien. 275 Seiten. Verlag der Nation, Berlin 1980 (1. Aufl.)

### Verwendete Ausgabe
- Der Wald rauscht. Deutsche Übertragung aus dem Russischen von Arthur Luther. Hermann Hübener Verlag, Berlin und Buxtehude 1947. Kleine Drei Birken Bücherei Bd. 23, 48 Seiten